# José Roberto Marques
José Roberto Marques, também conhecido por Zé Roberto ou Gazela (São Paulo, 31 de maio de 1945 — Serra Negra, 7 de maio de 2016), foi um futebolista brasileiro que atuou como atacante. Atuando como atacante, meia ou ponta de lança, jogou em grandes clubes do Brasil e participou da Olimpíada de 1964.
Zé Roberto é um dos poucos ídolos de duas torcidas rivais, pois jogou com destaque no Atlético Paranaense e no Coritiba.

## Carreira
Filho de Jerônimo, que defendeu o Corinthians na década de 1940, sua carreira iniciou-se na base do Botafogo de Ribeirão Preto em 1960, mas em 1962 entrou para o juvenil do São Paulo. Foi no próprio Tricolor Paulista que ocorreu a sua estreia como profissional, sendo também deste período sua convocação para a seleção olímpica.
Depois de uma passagem pelo Guarani, foi emprestado para o Atlético Paranaense, em 1968, sendo o artilheiro do Campeonato Paranaense e atacante do Rubro-Negro no Robertão. Retornou para o São Paulo no ano seguinte e participou da campanha do título no Campeonato Paulista de 1970, embora tenha jogado apenas em cinco partidas, sempre começando no banco. Ele voltaria ao Paraná em 1971, para defender o Coritiba, novamente por empréstimo. Estreou com a camisa alviverde em 17 de fevereiro, num amistoso internacional, quando o Coxa enfrentou o Rapid de Bucareste.
O jogador voltou ao São Paulo para o Campeonato Brasileiro, porém uma distensão muscular afastou-o dos gramados até o fim da temporada. Num amistoso contra o Atlético Mineiro, em janeiro de 1972, teve sua disposição questionada pelo técnico Alfredo Ramos, que o deixou treinando apenas fisicamente até recuperar o ritmo de jogo. Como ele se negou a seguir os exercícios determinados, acabou multado pelo diretor de Futebol, Manuel Poço. No amistoso seguinte, contra a Ponte Preta, Alfredo chegou a dizer que Zé Roberto teria sua última chance para garantir seu lugar no time,, porém, depois do jogo, o treinador desmentiu suas próprias declarações do dia anterior. Zé Roberto sofreu uma contusão durante a Libertadores, quando se imaginou que ele poderia novamente ficar afastado por um longo tempo. Mesmo liberado pelos médicos uma semana depois, os médicos não descartavam a possibilidade de uma cirurgia no menisco — após um mês, entretanto, ele voltou aos treinamentos.
Disputando posição com Toninho Guerreiro, Zé Roberto não se firmou e, em maio, pediu que a diretoria facilitasse sua venda para o Atlético Paranaense. Poço avisou que poderia até emprestar o passe do jogador, mas que, em caso de venda, só aceitaria se fossem oferecidos mais de trezentos mil cruzeiros. Quem apareceu com o valor foi o Coritiba, que ainda pagou cinquenta mil cruzeiros pelo empréstimo do ano anterior e outros 45 mil cruzeiros a Zé Roberto, como os 15% a que tinha direito. No Coritiba, foi campeão estadual de 1971, 1972 e 1973, além de ter vencido o Torneio do Povo. Ele também ganhou a Bola de Prata da revista Placar, por suas atuações pelo Coxa no Campeonato Brasileiro de 1972. "Com passagem também pelo Atlético-PR, antes de se tornar ídolo do Verdão, Zé Roberto é sem dúvida uma das maiores referências futebolísticas do futebol do estado Paraná", escreveu o site oficial do Coritiba, quando de sua morte.
Apesar dos títulos, em 1974, após o Campeonato Brasileiro, estava desgastado com a torcida e foi sondado pelo Corinthians. O Coritiba estipulou em quinhentos mil cruzeiros o preço de seu passe, mas o clube paulista esperava uma redução, devido à dívida do clube paranaense quando da compra do passe de Nélson Lopes. Durante as negociações, Zé Roberto chegou a visitar o Parque São Jorge e, quando um torcedor perguntou se ele estava "procurando emprego", respondeu que era uma "visita de cortesia". Seu passe acabou comprado em 31 de julho, por 313 mil cruzeiros. Sem treinar havia quinze dias, seu primeiro teste de capacidade física no novo clube foi ruim. Diante da fama de indisciplinado que tinha ao chegar, garantia estar mudado: "Chega de criancice. Hoje não sou mais aquele moleque, pois tenho duas filhas para criar." Ele tinha feito a mesma promessa para o presidente do clube, Vicente Matheus. "Que o homem é bom de bola, eu acho que não há dúvidas", elogiou Matheus. "O seu comportamento fora de campo é que pode ser criticado, mas, antes de acertarmos com o Coritiba, conversamos com ele, que nos prometeu que agora vai agir com juízo."
O atacante ficaria pouco mais de um ano no Corinthians, sendo vendido ao Grêmio Maringá no final de 1975.
Zé Roberto morreu em 7 de maio de 2016, aos setenta anos. O ex-jogador foi internado às pressas durante a última semana por conta de uma úlcera. Ele foi operado e encaminhado à UTI do hospital local, mas não resistiu e veio a óbito.